# Septoria magnoliae
Septoria magnoliae är en svampart som beskrevs av Cooke 1878. Septoria magnoliae ingår i släktet Septoria och familjen Mycosphaerellaceae.   Inga underarter finns listade i Catalogue of Life.